# Колуилл, Леви
Леви Лемар Сэмьюэлс Колуилл (англ. Levi Lemar Samuels Colwill; родился 26 февраля 2003 года) — английский футболист, центральный защитник клуба «Челси» и сборной Англии.

## Клубная карьера
Колуилл родился в Саутгемптоне, присоединился к академии «Челси» до 9 лет.
В июне 2021 года он перешёл в аренду в клуб из Чемпионшипа «Хаддерсфилд Таун». Колуилл дебютировал в профессиональном футболе в серии пенальти против «Шеффилд Уэнсдей» в Кубке Английской футбольной лиги 1 августа 2021 года, которая завершилась со счётом 4:2. Он забил свой первый гол за «Хаддерсфилд» 21 августа 2021 года. На протяжении всего сезона Леви страдал от проблем с лодыжками, коленями и бедрами, переболел COVID-19. 29 мая 2022 года Колуилл забил автогол, когда «Хаддерсфилд Таун» проиграл «Ноттингем Форест» со счетом 1:0 в финале плей-офф Чемпионшипа 2021/22.

## Карьера в сборной
Колуилл представлял Англию в сборных до 16 и до 17 лет. В составе команды до 17 лет он выиграл Кубок Сиренка в 2019 году.
27 августа 2021 года Колуилл получил свой первый вызов в сборную Англии до 21 года.
10 ноября 2021 года Колуилл дебютировал за сборную Англии до 19 лет и стал её капитаном.
25 марта 2022 года Колуилл дебютировал в сборной Англии до 21 года в игре с Андоррой, которая завершилась со счетом 4:1.

## Стиль игры
Колуилла сравнивают с Джоном Терри.

## Достижения
«Челси»
- Победитель Лиги конференций УЕФА: 2024/25
- Победитель Клубного чемпионата мира: 2025

Сборная Англии (до 21 года)
- Чемпион Европы (до 21 года): 2023